# La desconocida
La desconocida é uma telenovela mexicana, produzida pela Televisa e exibida em 1963 pelo Telesistema Mexicano.

## Elenco
- María Rivas
- Guillermo Zetina
- Aldo Monti
- Josefina Escobedo